# Zborul 5022 al Spanair
Pe data de 20 august 2008 a avut loc un accident aviatic deosebit de grav pe Aeroportul Internațional Madrid Barajas în Madrid, Spania. Bilanțul victimelor indică 153 de morți.

## Prăbușirea
Accidentul a avut loc la ora locală 14:45 în timpul decolării avionului de tip MD-82 cu  numărul de înregistrare EC-HFP. Aeronava avea la bord un număr total de 172 de oameni, dintre care 162 erau pasageri, restul fiind membri ai echipajului, când motorul stâng a luat foc (un Pratt & Whitney model JT8D-217C turbofan) la puțin timp după ce aparatul și-a luat zborul, în timpul manevrelor de decolare. Apoi avionul s-a răsucit spre stânga, a pierdut altitudine și s-a prăbușit în vecinătatea pistei de rulare, rupându-se în cel puțin două părți și fiind cuprins de o a doua explozie. El País a raportat că avionul fusese reținut mai înainte din cauza problemelor la motor. Se știe de asemenea că un senzor termic defect a fost înlocuit la sol, întârziind decolarea cu o oră, iar apoi în timpul celei de-a doua tentative de decolare s-a produs incidentul.
Zborul era de asemenea un „codeshare” operat de Lufthansa ca LH 2554.  Șapte pasageri cu bilete Lufthansa aveau rezervări la bord. Patru dintre pasagerii Lufthansa proveneau din Germania; totuși numărul de pasageri ai companiei Lufthansa care au urcat la bord este așteptat să fie confirmat.

## Victime

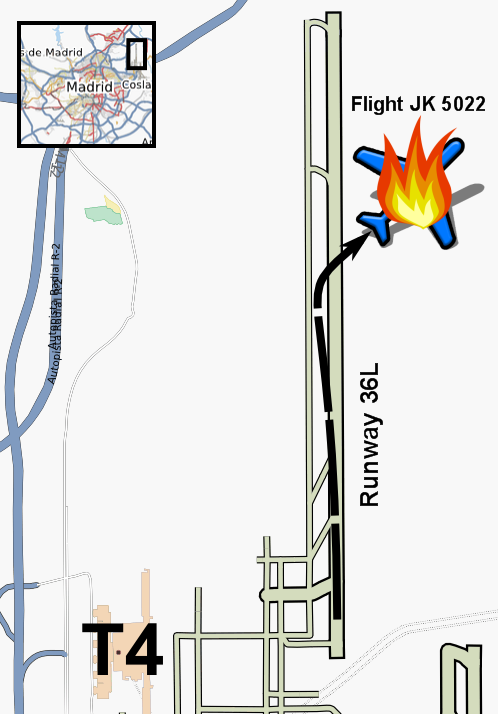
Harta cu locul prăbuşirii

26 de supraviețuitori au fost găsiți printre rămășițe. Aceștia au fost transportați la spitalele din zonă. Unul, o fetiță de 2 ani, a murit pe drum. Restul pasagerilor sunt presupuși a fi morți ca rezultat al prăbușirii sau al incendiului ce a urmat prăbușirii, dar echipajele de salvare nu au recuperat încă toate cadavrele.
Rapoartele inițiale erau neclare. Sursele au raportat inițial între 21 și 45 de morți, totuși, în timp ce incidentul era în desfășurare, numărul morților a crescut rapid la peste 100. Associated Press a relatat că oficialii spanioli au anunțat că mai puțin de 26 de pasageri au scăpat cu viață. Restul se presupune că au murit ori în accident ori imediat după izbucnirea incendiului.